# 28628 Kensenshi
28628 Kensenshi è un asteroide della fascia principale. Scoperto nel 2000, presenta un'orbita caratterizzata da un semiasse maggiore pari a 3,0965786 UA e da un'eccentricità di 0,1505221, inclinata di 5,11252° rispetto all'eclittica.